# Éphémère (album)
Pour les articles homonymes, voir Éphémère.
Albums de Grand Corps Malade
Mesdames
(2020) Reflets
(2023)
Albums de Ben Mazué
Paradis
(2020)
Albums de Gaël Faye
Lundi méchant
(2020)
Éphémère est un EP commun de Grand Corps Malade, Ben Mazué et Gaël Faye sorti en 2022.

## Historique
L'idée de cette collaboration entre Grand Corps Malade, Ben Mazué et Gaël Faye a émergé durant la pandémie de Covid-19, fin 2020. Les trois artistes se réunissent plus tard pendant une semaine dans Les Studios de la Fabrique à Saint-Rémy-de-Provence,. 

## Singles
Le premier single extrait de l'album, On a pris le temps, est dévoilé fin août 2022. Le clip est réalisé par Sylvain Mouloungui.
Le second single est La Cause, accompagné par un clip signé Jean-Charles Charavin diffusé en décembre 2022.

## Liste des titres
Toutes les paroles sont écrites par Fabien Marsaud, Benjamin Mazuet, Gaël Faye, toute la musique est composée par Ben Mazué, Gaël Faye, Grand Corps Malade, Quentin Mosimann et Guillaume Poncelet, sauf exception notée.
| 1.    | On a pris le temps               |                                                             | 3:49 |
| 2.    | Tailler la route                 |                                                             | 3:45 |
| 3.    | Sous mes paupières               |                                                             | 3:57 |
| 4.    | Qui a kidnappé Benjamin Biolay ? |                                                             | 5:33 |
| 5.    | La Cause                         | Benjamin Biolay, Ben Mazué, Gaël Faye et Grand Corps Malade | 4:16 |
| 6.    | Besoin de rien                   |                                                             | 4:32 |
| 7.    | Éphémère                         |                                                             | 2:39 |
| 28:33 |                                  |                                                             |      |